# Élections législatives danoises de 1901
Les élections législatives danoises de 1901 ont lieu le 3 avril 1901 afin d'élire les membres du Folketing.

## Contexte
Il s'agit du premier scrutin à avoir lieu à bulletin secret au Danemark. Bien que largement minoritaire dans la législature sortante, le parti conservateur Højre du Premier ministre Hannibal Sehested est alors au pouvoir grâce au soutien du roi Christian IX. 

## Résultats
|                          |                             |         |       |        |               |  |  |  |  |
| Parti                    | Parti                       | Voix    | %     | Sièges | +/-           |  |  |  |  |
|                          | Parti Venstre de la réforme | 96 481  | 42,87 | 76     | 13            |  |  |  |  |
|                          | Højre                       | 54 103  | 24,04 | 8      | 8             |  |  |  |  |
|                          | Parti social-démocrate      | 38 398  | 17,06 | 14     | 2             |  |  |  |  |
|                          | Parti Venstre modéré        | 26 993  | 11,99 | 16     | 7             |  |  |  |  |
|                          | Autres partis               | 9 091   | 4,04  | 0      | en stagnation |  |  |  |  |
|                          |                             |         |       |        |               |  |  |  |  |
| Votes valides            | Votes valides               | 225 066 | 98,46 |        |               |  |  |  |  |
| Votes blancs et nuls     | Votes blancs et nuls        | 3 510   | 1,54  |        |               |  |  |  |  |
| Total                    | Total                       | 228 576 | 100   | 114    | en stagnation |  |  |  |  |
| Abstentions              | Abstentions                 | 175 695 | 43,46 |        |               |  |  |  |  |
| Inscrits / participation | Inscrits / participation    | 404 271 | 56,54 |        |               |  |  |  |  |

## Conséquences

Parti en tête par municipalité

L'Højre subit une sévère défaite lors de ces élections, qui sont suivies d'importantes manifestations en juin dans la capitale Copenhague en réaction à la tentative de maintien de Sehested par le roi. Appuyée par les manifestations populaires, la large victoire du parti de gauche réformiste Venstre permet à son chef Johan Henrik Deuntzer de remplacer Sehested le 24 juillet 1901.
Le scrutin marque ainsi le passage du pays au régime parlementaire et du  dualisme au monisme, le Premier ministre étant depuis responsable devant le seul parlement.